# Tomas Hoke

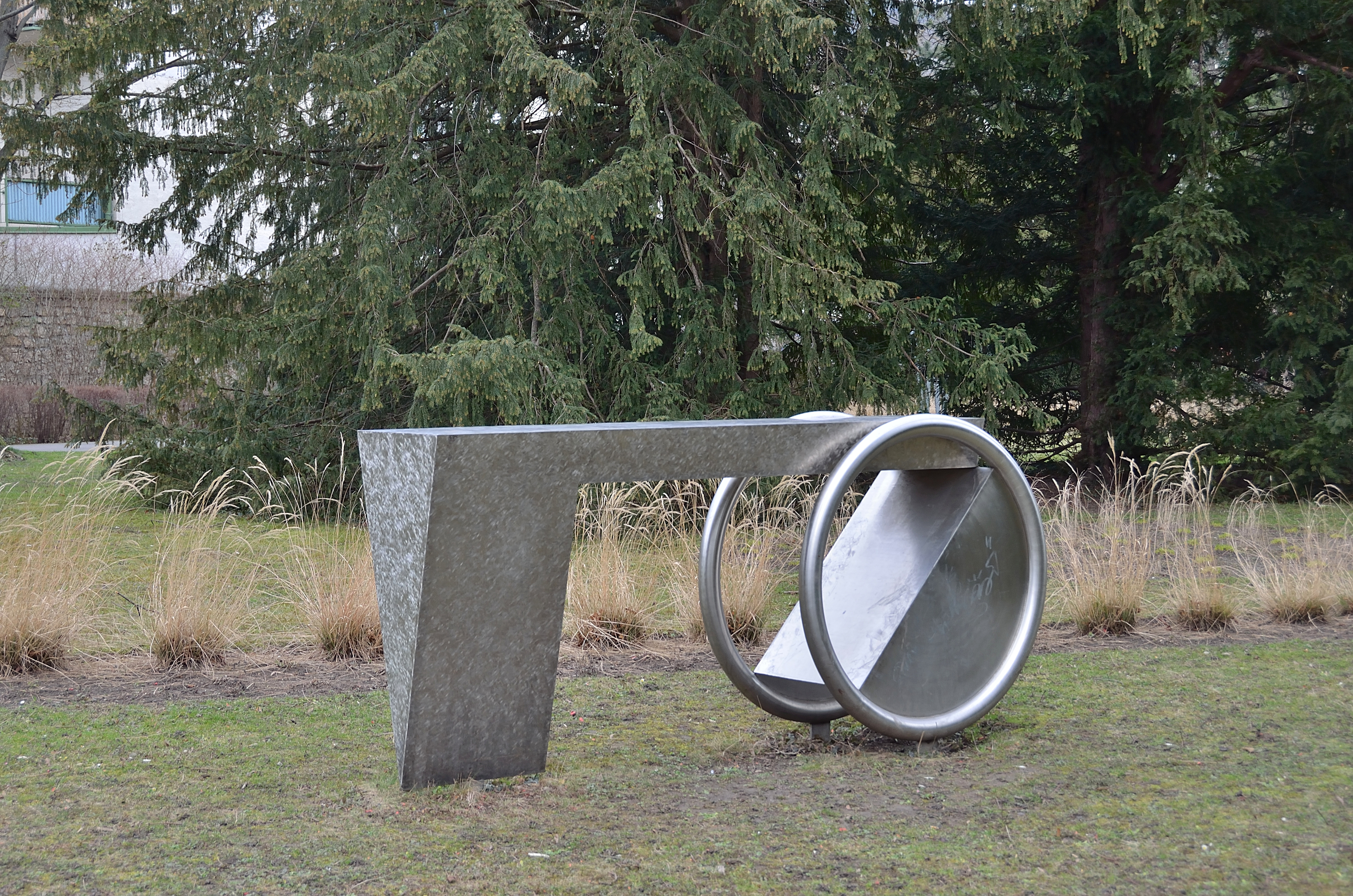
Wagen, Gutenbrunner Park i Baden, 1995.

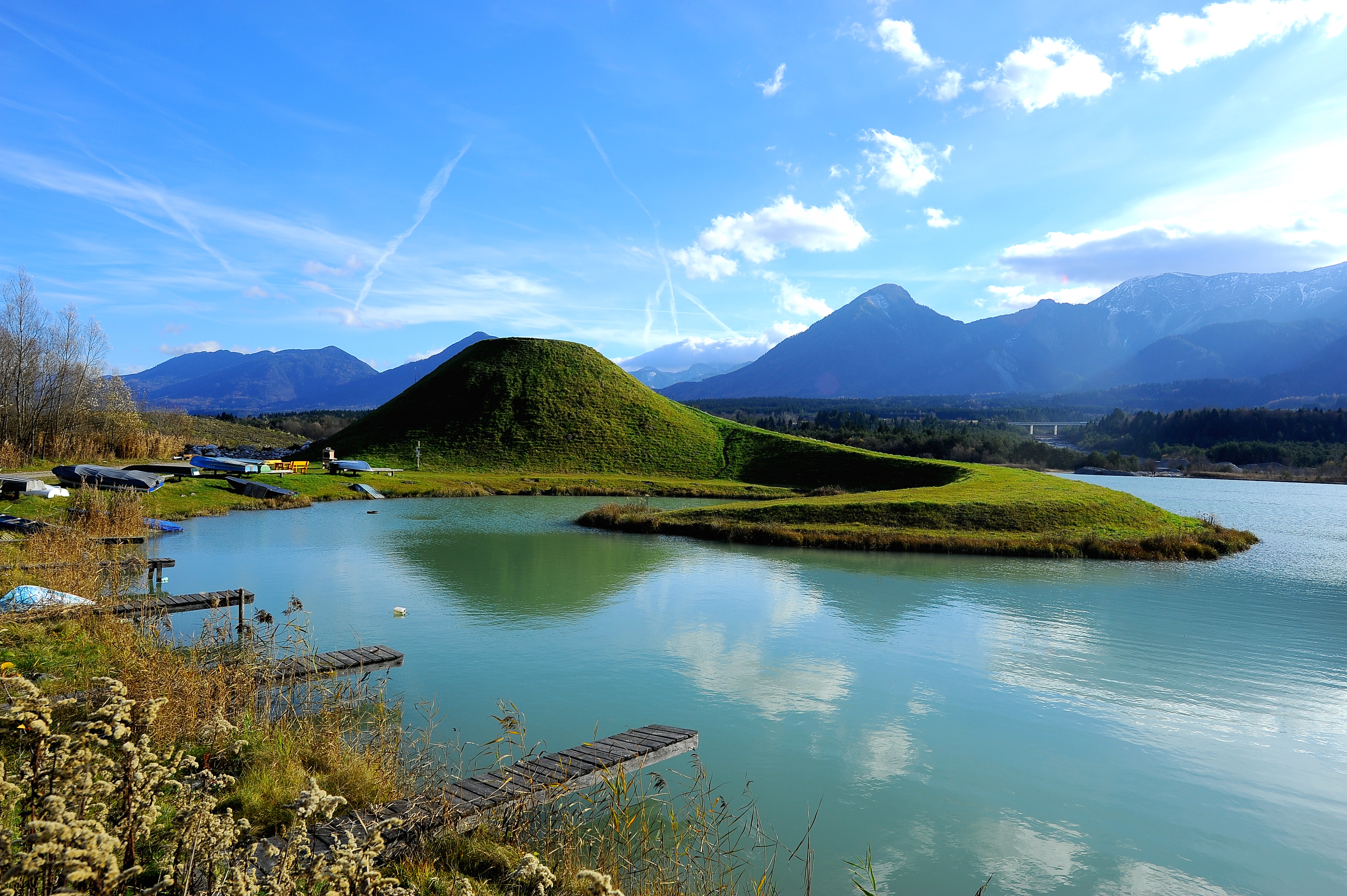
Zikkurat-Drauwelle i Kärnten i Österrike, 2011 (tillsammans med bröderna Armin Guerino och Ed Hoke)

Tomas Hoke, född 1958 i Wien i Österrike, är en österrikisk skulptör. 
Tomas Hoke är bror till arkitekten Edward (Ed) Hoke (född 1956) och konstnären Armin Guerino (född 1961). Han utbildade sig 1977 i konsthistoria och 1978–1981 i skulptur på Hochschule für Angewandte Kunst i Wien i Österrike för industriformgivaren Carl Auböck (1924–1999). År 1987 tillbringade han ett halvår på konstnärsresidenset Cité internationale des Arts i Paris i Frankrike.
Han har arbetat på olika konstmuseer i Wien, Klagenfurt och Villach, utfört offentliga konstverk och formgivit smycken.
Tillsammans med sina två bröder skapade han jordkonstverket Zikkurat-Drauwelle i en kraftverksdamm i floden Drau i dalen Rosenthal vid byn Selkach/Želuce i kommunen Ludmannsdorf i Kärnten i Österrike. Det var färdigt 2011.